# Анабасы
Анабасы (лат. Anabas) — род лабиринтовых рыб из семейства ползуновых (Anabantidae).

## Описание
Небольшие, длиной до 20 см, пресноводные костные рыбы. Округлое продолговатое тело, слабо сжатое с боков, цельнокрайная преджаберная пластинка и зазубренная по краю жаберная крышка, длинный спинной и анальный плавники, передняя часть которых растянута твёрдыми и острыми лучами, несколько укороченные остальные плавники. Окраска тела буровато-зелёная, брюхо желтоватое. Благодаря специальному наджаберному органу (лабиринт), служащему для дыхания атмосферным воздухом, может долго (до 6—8 ч) оставаться вне воды.

## Распространение
Обитают в Южной Азии (Индия, Бирма, Индонезия) и на Филиппинских островах во внутренних стоячих и текучих водах. Не боятся солоноватых вод.

## Поведение
Питаются водными беспозвоночными и водными личинками насекомых.